# Kazimierz Wais
Kazimierz Wais (ur. 6 lutego 1865 w Klimkówce, zm. 9 lipca 1934 tamże) – teolog, doktor filozofii, psycholog, prałat domowy Ojca św.

## Życiorys
Urodził się 6 lutego 1865 w Klimkówce. Był synem Floriana (cieśli). W 1885 ukończył C. K. Gimnazjum w Jaśle.
Kształcił się w Seminarium Duchownym w Przemyślu. Sakrament święceń kapłańskich otrzymał w 1889. Był wikarym w Gorlicach, Łańcucie, następnie wikarym katedralnym w Przemyślu. Studiował w Instytucie Teologicznym w Przemyślu i na Uniwersytecie Gregoriańskim w Rzymie. O 1895 do 1909 był profesorem Teologicznego Zakładu Naukowego w Przemyślu. Od 1909 do 1929 profesor zwyczajny filozofii chrześcijańskiej i teologii fundamentalnej na Wydziale Teologicznym Uniwersytetu Lwowskiego, a po odzyskaniu przez Polskę niepodległości Uniwersytetu im. Jana Kazimierza we Lwowie. Dwukrotnie dziekan Wydziału Teologicznego i czterokrotnie prodziekan. Rektor Uniwersytetu Lwowskiego w roku akademickim 1917/1918. Następnie rektor Lwowskiego Seminarium Duchownego 1918/1919.
Pierwszy prezes Polskiego Towarzystwa Teologicznego (1924–1927). Honorowy profesor Uniwersytetu im. Jana Kazimierza we Lwowie, honorowy radca Przemyskiej Kurii Biskupiej.
Zmarł 9 lipca 1934 w Klimkówce. Został pochowany na miejscowym cmentarzu.